# Szászpatak
Szászpatak (románul: Spătac, németül: Sachsenbach) település Romániában, Fehér megyében.

## Fekvése
Gyulafehérvártól 48 km-re keletre, Balázsfalvától 6 km-re délre, Balázsfalva és Monora közt fekvő település.

## Története
1367-ben aqua Sospatak néven említik először, 1482-ben Zaz pathak volt a neve. A középkorban erdélyi szászok lakták, őket 1482-ben említik utoljára, a 16. században már románok lakták.[forrás?]
A trianoni békeszerződésig Alsó-Fehér vármegye Balázsfalvi járásához tartozott.

## Lakossága
1910-ben 476 lakosa volt, ebből 440 román, 35 cigány és 1 magyar nemzetiségűnek vallotta magát.
2002-ben 99 lakosából 97 román, 1 cigány és 1 német volt.